# Тойрделбах Уа Бриайн
Тойрделбах Уа Бриайн (Турла O’Брайн; ирл. Toirdelbach Ua Briain, Turlough O’Brien; 1009 — 14 июля 1086) — король Мунстера (1064—1086) и верховный король Ирландии (1072—1086). Внук верховного короля Ирландии Бриана Боройме (Бриана Бору), сын Тадга мак Бриайна (ирл. — Tadc mac Briain), который был убит в 1023 году его сводным братом Доннхадом мак Бриайном.

## Биография

### Путь к власти
О первых сорока лет жизни Тойрделбаха Уа Бриайна ничего не известно. Он не имел никакой власти и никакого влияния на события в Ирландии (несмотря на своё происхождение), пока не нашёл сильных союзников в королевствах Коннахт и Лейнстер. Особенно сильным и надёжным его союзником стал король Лейнстера Диармайт мак Маэл-на-м-Бо, ставший затем верховным королём Ирландии (хотя это признавалось и не всеми вождями кланов). Король Лейнстера помог Тойрделбаху Уа Бриайну стать новым королём Мунстера. Потребовалось более десяти лет, чтобы отстранить от власти его дядю Доннхада мак Бриайна — сбросить с трона верховного короля Ирландии и короля Мунстера и отправить его в изгнание, где он и умер.

### Великий и славный король Ирландии
После смерти верховного короля Ирландии и короля Лейстера Диармайта мак Маэл-на-м-Бо Тойрделбах Уа Бриайн взял бразды правления в свои руки и начал контролировать большую часть Ирландии. Хотя он не отличался талантами полководца, но был способным дипломатом и политиком, его влияние и власть быстро распространились далеко на север Ирландии. Под его контролем оказались и такие королевства, как Коннахт и Ульстер. Он правил Ирландией 14 лет и умер после долгой и тяжёлой болезни. Однако даже на смертном одре он не выпускал рычагов власти из своих рук. Его сын и внук стали верховными королями Ирландии.

### Исторический фон
После многих веков войн, раздробленности, бесконечных войн с викингами, войн между кланами и войн за трон Бриан Борома сумел объединить Ирландию и окончательно разгромить викингов. Все это он сделал силой оружия. Но он погиб в решающей битве с викингами за единство Ирландии. Ирландия снова скатилась в хаос войн между кланами. На протяжении более чем 600 лет до Бриана Бору трон верховных королей Ирландии принадлежал Уи Нейллам. Трон верховных королей поочерёдно переходил от Северных к Южным Уи Нейллам и их вождям. Южные и Северные Уи Нейллы были потомками короля Ниалла Девять Заложников. Три больших королевства Ирландии — Коннахт, Мунстер и Лейнстер — не претендовали на трон верховных королей и могли только конфликтовать с верховным королём или между собой. Конец этой монополии Уи Нейллов положил король Мунстера Бриан Борома в 1002 году. После гибели короля Бриан Боройме власть снова вернулась к Маэлсехнайллу мак Домнайллу, верховному короля, в 1002 году добровольно передавшему корону и трон Бриану Боройме. Следующие верховные короли постепенно теряли власть и влияние и должны были вести бесконечные внутренние войны с вассалами пытаясь удержать и утвердить свою власть.

### Семейные распри
Тойрделбах Ва Бриайн был сыном Тадга мак Бриайна и Мор — дочери Гилла Бриг Уа Майл Муайд (ирл. — Gilla Brigte Ua Maíl Muaid) с из клана Кенел Фиахах (ирл. — Cenél Fiachach). Отец был убит по приказу его сводного брата Доннхада мак Бриайна (ирл. — Donnchad mac Briain), который таким образом устранил конкурента на трон и стал королём Мунстера. Доннхад мак Бриайн удерживал власть короля Мунстера и верховного короля Ирландии в течение сорока лет, но не смог добиться таких успехов как Бриан Боройме. Он считал себя верховным королём Ирландии, но многие кланы и летописцы — как современные так и поздние, не признавали за ним этого титула.
До 1050 году ирландские анналы молчат о Тойрделбаха Уа Бриайна, но в том году он нашёл союзника в борьбе со своим дядей Доннхадом в лицах короля Лейнстера Диармайта мак Майла на-м-Бо, который был королём с 1042 года и короля Коннахта Аэда ин Гай Бернайг (ирл. — Áed in Gaí Bernaig), который был королём с 1046 года. Эти союзники заключили союз с королём Ульстера Ниалл мак Еохада (ирл. — Niall mac Eochada). Они свергнули с трона ставленника Доннхада в королевстве Дублин — Эхмаркаха мак Рагналли (ирл. — Echmarcach mac Ragnailli) и посадили на трон сына Диармайта — Мурхада в 1052 году. Началась война между союзниками и верховным королём Доннхадом мак Бриайном. Тойрделбах Уа Бриайн совершил нападение на земли Туадмуму (ирл. — Tuadmumu) в 1052 году. Во время этой войны он тяжело ранил сына короля Доннхада — Мурхада в Корко Мруад (ирл. — Corco Mruad) на северо-западе современного графства Клэр. Это произошло в 1055 году. В 1058 году Тойрделбах Уа Бриайн получил серьёзную поддержку от Диармайта, когда союзники вместе с войском Лейнстера и войском королевства Осрайге воевали против Доннхада в Лимерике. Однако верховный король Доннхад мак Бриайн сжёг Лимерик, чтобы он не достался врагам и победил союзников в битве на холме Слиав г-Крот (ирл. — Sliabh gCrot) в горах Галт.
В 1060 году верховный король и король Мунстера Доннхад мак Бриайн попытался разделить своих врагов и разбить их по очереди. Но эта попытка была неудачной — в 1061 году союзники вновь напали на Мунстер, разрушили крепость Дал Кайс (ирл. — Dál gCais) в Кинкоре и сожгли монастырь в Киллало (монастыри в то время были крепостями и поддерживали того или иного короля). Затем Диармайт мак Маэл-на-м-Бо привёл армию в Мунстер в 1062 году. Действовал он совместно с Тойрделбахом Уа Бриайном. Сын Доннхада Мурхад попытался организовать и сопротивляться — но неудачно. Тойрделбах Уа Бриайн победил своих родственников. Доннхад мак Бриайн отрекся трона и отправился в изгнание в 1063 году. Тойрделбах Уа Бриайн стал марионеткой короля Лейнстера и верховного короля Ирландии Диармайт мак Маэлл-на-м-Бо в Мунстере.

### Под властью Диармайта мак Маэл-на-м-Бо
Тойрделбах Уа Бриайн стал не просто марионеткой и вассалом Диармайта мак Маэла-на-м-Бо. Он стал его важнейшим союзником, особенно после 1066 года, когда в королевстве Лейнстер стали недовольны властью своего старого и нового верховного короля. Тойрделбах и Диармайт заплатили по 30 унций золота каждый королю Западного Мунстере Киаррайге Луахра (ирл. — Ciarraige Luachra) за участие в борьбе против общих врагов. Но затем в 1067 году они совместно напали и убили короля Киаррайге Луахра. Племянник Тойрделбаха Уа Бриайна Мурхад был убит во время похода в королевство Миде в 1068 году.
«Анналы Инишфаллена» сообщают, что Тойрделбах Уа Бриайн был прекрасным законодателем: законы которые он провозгласил и внедрил в действие в 1068 году были лучшими законами в Мюнстере и позволили установить спокойствие на дорогах королевства. В том же году церковный деятель Маэл Ису мак Амалгада (ирл. — Máel Ísu mac Amalgada) — глава монастырей Армы, преемник святого Патрика посетил Мунстер (судя по всему в связи с внедрением законов Тойрделбаха Уа Бриайна) и выразил ему полную поддержку.
Тойрделбах Уа Бриайн как союзник верховного короля должен вмешаться в дела королевства Лйенстер в 1070 году. В этом году умерли сыновья короля Диармайта мак Маэла-на-м-Бо — Мурхад и Глунайрн (ирл. — Glúniairn) и преемственность трона стала спорной. В том же 1070 году Тойрделбах Уа Бриайн, командуя армией Лейнстера, взял заложников из королевства Осрайге. Он снова вернулся с армией в Лейнстер, где вспыхнула война за власть между внуком Диармайта Домналлом (сыном Мурхада) и племянником Доннхадом — сыном Домналла Ремайром (ирл. — Domnall Remair). Летописи пишут, что Тойрделбах Уа Бриайн примирил обоих врагов, взял заложников и передал их верховному королю Диармайту мак Майлу на-м-Бо. Тойрделбах Уа Бриайн помогал верховному королю и в 1071 году — повёл свою армию в поход на Миде, приказал своим воинам строить мосты через Шаннон для военных целей в Ат Кайлле (ирл. — Áth Caille) — современное O’Бринсбридж (ирл. — O’Briensbridge) и Киллалое.
Верховный король Диармайт мак Маэл-на-м-Бо посетил Мунстер в 1071 году и передал Тойрделбаху Уа Бриайну сокровища, которые он унаследовал от Бриана Боройме и получил от сыновей «короля саксов» Гарольда Годвинсона, бежавших к нему после норманнского завоевания Англии. Это последнее, что он успел сделать — во время похода на королевство Миде Диармайт мак Маэл-на-м-Бо погиб в битве 7 февраля 1072 года.

### Верховный король Ирландии
Тойрделбах Уа Бриайн стал главным и единственным наследником власти верховного короля Диармайта мак Маэла-на-м-Бо, совершил успешные и победные военные походы чтобы утвердить свою власть. Летописи так написали об этом: «Тойрделбах пошел походом на Осрайге и Лейнстер, разорил земли Уи Хеннселайг, взял большую добычу скот, получил заложников из Лейнстера, захватил королевство Дублин, взял в плен сыновей Домналл, сыновей Диармайт мак Майл на-м-Бо, а также вернул заложников королевству Осрайге».
Затем он выступил в поход на королевство Миде и убил короля Конхобара Уа Маэла Сехнайлла в следующем году, воспользовался этим и разорил Миде, затем пошёл в поход на королевство Коннахт и взял заложников от обоих — от Уи Конхобара и Уи Руайрка.
Он разделил королевство Лейнстер между соперниками — осуществлял политику «разделяй и властвуй» и довольно успешно. В королевстве Дублин он посадил на трон Гофрайда мак Амлайба мейк Рагнайлла (ирл. — Gofraid mac Amlaíb meic Ragnaill) — родственника Эхмархаха мак Рагнайлла (ирл. — Echmarchach mac Ragnaill), ставшего ему верным вассалом.
В 1075 году Тойрделбах Уа Бриайн начал войну против Уи Нейллов и их союзников, которые правили на севере Ирландии. Эта война была неудачной — он потерпел поражение от королевства Айргиалла и его союзников — битва под Ат Фирдиа (ирл. — Áth Fhirdia) — современное Арди, графство Лаут — была проиграна с огромными потерями. Одновременно из Дублина выгнали Гофрайда, ставленника Тойрделбаха Уа Бриайна. Однако Тойрделбах Уа Бриайн быстро восстановил свою власть — в Дублине он посадил на трон своего сына Муйрхертаха. Другого сына, Диармайта, он посадил на королевский трон в Уотерфорде, прежнем королевстве викингов на юге Ирландии. Тойрделбах Уа Бриайн стал обладателем южной половины Ирландии.

### Тойрделбах Уа Бриайн и события за пределами Ирландии
Сын Тойрделбаха Диармайт, правивший в Уотерфорде, совершил военный поход на Уэльс (Камбрия) в 1080 году. Хотя Тойрделбах Уа Бриайн меньше интересовался событиями за пределами Ирландии чем его предшественник, который планировал захватить Англию и расширить свою власть на все Британские острова.
Во время недолгого правления ставленника Тойрделбаха Гофрайда в Дублине 6 мая 1074 скончался первый архиепископ Дублинский Донат (1028—1074). Это обстоятельство вызвало интерес архиепископа Кентерберийского Ланфранка, который заинтересовался ирландскими делами. Ланфранк, опираясь на письма Беды Достопочтенного, просил папу римского Александра II передать Ирландию в подчинение архиепископу Кентерберийскому (то есть Англии). Стараясь не вызвать этим возмущение ирландских королей, он написал письмо Тойрделбаху Уа Бриайну, в котором он называет его «самым прекрасным королём Ирландии». Хотя в то же время он обратился к дублинскому королю Гофрайду как к «славного короля Ирландии».
В «Анналах Инишфаллена» сообщается, что к Тойрделбаху Уа Бриайну прибыла делегация евреев из-за моря на корабле с подарками (очевидно с просьбой поселиться на острове), но они получили отказ и покинули остров.

### Разделяй и властвуй
Тойрделбах Уа Бриайн успешно осуществлял политику «разделяй и властвуй». В первую очередь в королевствах Лейнстер и Коннахт — разделив королевства между соперниками. Также он аналогичным образом вмешивался в политику на севере Ирландии. Он поддержал королевство Ульстер и ослабил этим королей Айлеха из рода Кенел Эогайн.
Правители Айлеха хотели снова вернуть себе трон верховных королей Ирландии. Однако они не имели возможности реального претендента на власть. Тогда они стали выдвигать и поддерживать Конхобара Уа Бриайна, внука Доннхада мак Бриайна, дяди Тойрделбаха, как конкурента за трон в Мунстере. Но он стал королём на очень короткое время и был убит вместе со своей женой. Его преемником стал его брат Кеннетиг.
В Коннахте враждующими кланами были Уи Бруйн (ирл. — Uí Briúin), Уа Конхобайр (ирл. — Ua Conchobair), Уа Флайхбертайг (ирл. — Ua Flaithbertaig) и Уа Руайрк (ирл. — Ua Ruairc). Королём Коннахта был Руайдри на Сайде Буйде (ирл. — Ruaidrí na Saide Buide) в 1076 году, когда он встретился с Тойрделбахом Уа Бриайном. Тойрделбах затем сместил с трона Руайдри в 1079 году и заменил его на Аэда мак Арта Уаллаха (ирл. — Áed mac Art Uallach) из клана Уа Руайрк. Маэлсехнайлл, король Миде, встретился с Тойрделбахом Уа Бриайном в 1080 году, опасаясь клана Уа Руайрк. Война разразилась в 1084 году. К военным действиям присоединился Кеннетиг Уа Бриайн. Тойрделбах Уа Бриайн пошёл в поход на королевство Миде. Однако когда он отсутствовал, клан Конмайкне (ирл. — Conmaicne) — союзник Уа Руайрков — напал на Мунстер. Состоялась жестокая битва под Монекроноком (ирл. — Monecronock), что близ Дублина 19 октября 1082 года. Сыновья Тойрделбаха Уа Бриайна — Муйрхертах и Тадг выиграли битву, убив Домналла Уа Руарка и Кеннетига Уа Бриайна.

### Смерть
Тойрделбах Уа Бриайн серьёзно заболел в 1085 году. У него внезапно полностью выпали волосы. «Анналы четырёх мастеров» сообщает, что он болел в течение многих лет. «Анналы Ульстера» сообщает, что «Тойрделбах Уа Бриайн умер в Кинкора (вблизи Киллалое) после страданий и покаяния, после принятия Тела Христова и его крови 14 июля на семьдесят седьмом году жизни 1086». Северные летописи очень редко хвалили южных королей, но здесь называли его «славным королём всей Ирландии», а «Летопись Тигернаха» назвал его «королём большей части Ирландии».

### Семья
Тойрделбах Уа Бриайн был женат трижды.
1-я жена — Дубхоблайг (ирл. — Dubchoblaig) (? — 1088) из клана Уи Хеннселайг была матерью его единственного сына, который был назван в честь патрона — предыдущего верховного короля Диармайта мак Маэла на-м-Бо.
- Диармайт мак Тойрделбах (ок. 1060—1118), король Мунстера (1086, 1114—1115, 1116—1118)

Вторая жена — Дербфоргайлл (ирл. — Derbforgaill) (? — 1098), дочь короля Осрайге, была матерью двух сыновей:
- Тадг мак Тойрделбах (ум. в июле 1086), отец Домналла мак Тадга Уа Бриайна, короля Мунстера (1103/1107-1115)
- Муйрхертах мак Тойрделбах (ок. 1050—1119), король Мунстера (1086—1114, 1115—1116, 1118—1119), верховный король Ирландии (1101—1119)

Третья жена — Гормлайх (ирл. — Gormlaith) (ум. 1076) из клана Уа Фогарта (ирл. — Ua Fógarta) была матерью его дочери Мор (ирл. — Mór).